# Мартін Чалфі
Мартін Чалфі (англ. Martin Chalfie; нар. 15 січня 1947, Чикаго) — американський учений. Отримав докторський ступінь з нейробіології в Гарварді і є професором біології в Колумбійському університеті. Став лауреатом Нобелівської премії з хімії 2008 року разом з Осамою Сімомура і Роджером Цянь за відкриття і розвиток використання зеленого флуоресцентного білка (GFP).

## Наукова робота
Мартін Чалфі народився в сім'ї Елі Чалфі (1910-1996) і Вів'єн Фрідлі (1913-2005), з сімей єврейських емігрантів з Російської імперії (батьки батька були з Бресту). Середню освіту здобув у Чикаго.
Лабораторія Чалфі використовує нематоду C. elegans для дослідження різних аспектів розвитку і функціонування нервових клітин.
Мартін Чалфі опублікував понад 200 робіт, з яких принаймні 16 цитуються понад 100 разів.